# Juan II Platino
Juan Platino o Platinus fue un exarca de Rávena entre 687 y 701 o 702, sucediendo a Teodoro II.

## Historia
En el mismo año 687 que sucedió a Teodoro, tomó parte activa en una disputada elección papal. Sobornado por el archidiácono Pascual, exigió que este último fuera nombrado Papa. El conflicto con otro candidato papal, Teodoro, parecía inevitable, hasta que se encontró un candidato de compromiso en Sergio I, que finalmente, fue elegido Papa. Sin embargo, Pascual no perdió la esperanza, le prometió a Juan cien libras de oro a cambio del papado. Juan se puso manos a la obra y llegó rápidamente a Roma, pero descubrió que sería demasiado difícil ir contra la mayoría. Por tanto, reconoció a Sergio, pero exigió al papa las cien libras de oro que Pascual le había prometido. Sergio protestó, diciendo que él no había hecho tal acuerdo, pero cuando Juan no renunció para nada a sus exigencias, tomó los vasos sagrados de la Basílica de San Pedro, alegando que era todo lo que poseía. La población local, cada vez más enojada con el exarca, se unió al papa y pagó la suma exigida.
En 691, el emperador bizantino Justiniano II envió al papa Sergio una serie de cánones aprobados por el Concilio Quinisexto para su firma. Jeffrey Richards señala que Justiniano había creído que sería una cuestión de rutina, puesto que su apocrisiario los había firmado. Pero dado que varios de ellos eran contrarios a los intereses del papado, Sergio se negó a firmar y prohibió que se leyeran públicamente. Las negociaciones sobre los cánones no lograron resolver nada, por lo que Justiniano tomó represalias enviando a un cierto Zacarías para arrestarlo, como habían hecho sus predecesores, Justiniano I y Constante II con papas anteriores. El resultado fue desastroso para el exarcado. Los ejércitos imperiales en Rávena y Roma no solo se negaron a cooperar, sino que el ejército de Rávena marchó a Roma para defender a Sergio,a los que se unieron soldados de la Pentápolis. Los soldados, al llegar a Roma, rodearon la residencia papal y exigieron ver al papa. Se dice que Zacarías se escondió debajo de la cama del papa hasta que el propio Sergio le permitió escapar. En todo caso, el papa quedó a salvo. Todo el asunto fue una vergüenza para la autoridad bizantina en Italia y socavó el poder de Juan.
Juan fue sucedido como exarca por Teofilacto alrededor de 702.
| Predecesor: Teodoro II | Exarcado de Rávena 687 - 702 | Sucesor: Teofilacto |